# 紫禁城夜总会
紫禁城夜总会（英語：Forbidden City）是一所位于美国加利福尼亚州旧金山唐人街的华人舞蹈表演剧场。

## 历史

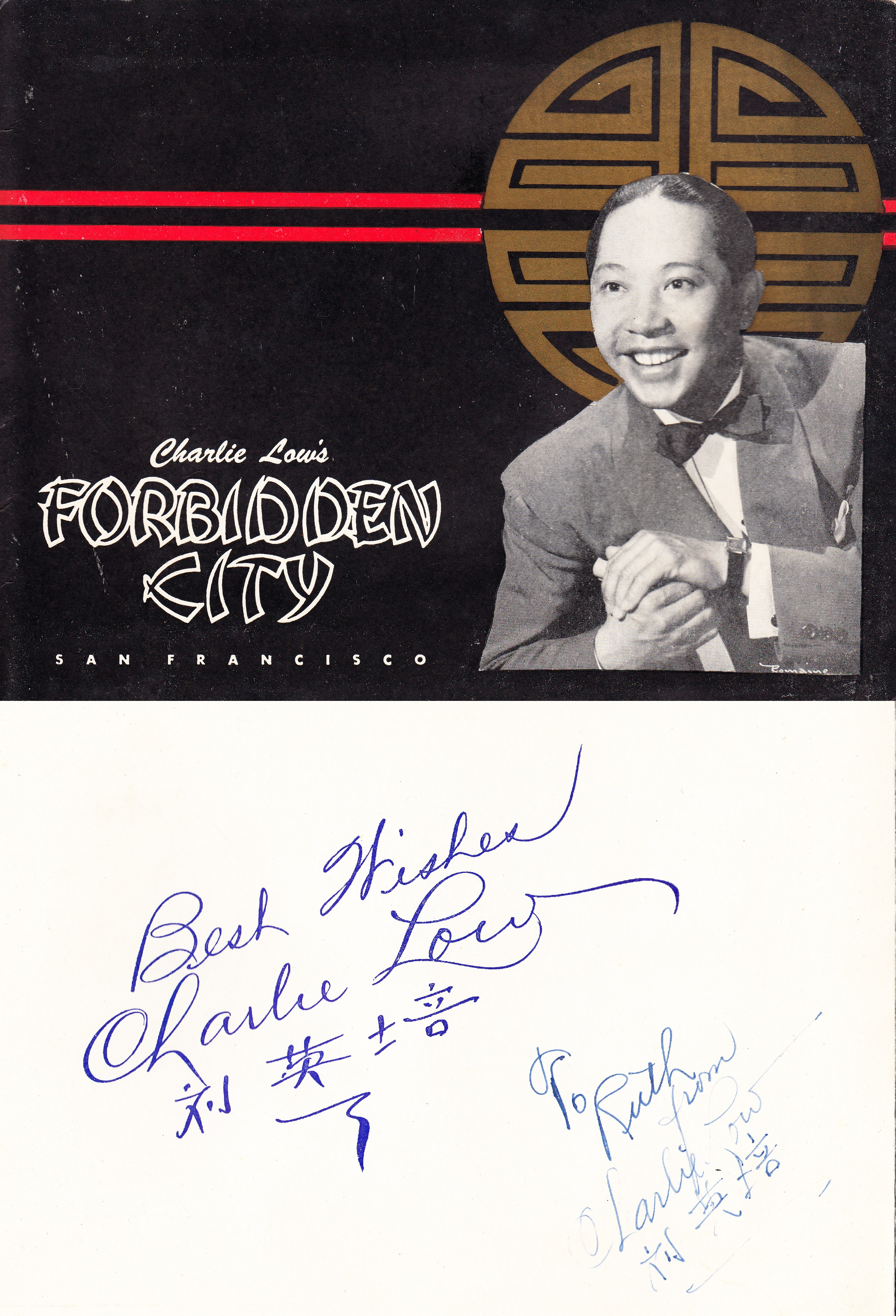
第一任老板刘英培签名照正反面

1938年12月22日由美国华人刘英培在旧金山唐人街建立，以紫禁城命名，是当时旧金山唐人街街区最成功的12家中式剧场之一。最开始很难招到本地的华人演员，特别是性挑逗意味女性演员，后来直接聘用其他城市的华人演员。麦太成和Toy & Wing都曾是合唱或舞蹈演员。
1940年代前业务发展比较慢，直到女演员Noel Toy的出现。但业务量随着1944年政府加税而日渐萎缩，1950年代行业竞争加剧，1962年刘英培选择退休，将夜总会转手卖给脱衣舞者柯比·余。后者经营至1970年最终关闭。
1980年代曾遭大火，所幸建筑物保存完好。1989年美国华人导演曾奕田以此拍出纪录片《紫禁城，美利坚》。

### 延伸阅读
- Mortimer, Lee. . Real Screen Fun. Vol. 6 no. 1. February 1942.
- . The American Weekly. May 24, 1942.
- O'Liam, Dugal. . True: The Men's Magazine. September 1947.
- Dong, Arthur. . Heyday Books. 2014  [2021-04-18]. ISBN 978-0-9915733-1-8. （原始内容存档于2021-04-18）.